# Goephanes humeralis
Goephanes humeralis là một loài bọ cánh cứng trong họ Cerambycidae.